# 惠特靈大道

惠特靈大道是一條使用於古典時代、古代晚期和中世纪英格蘭歷史幹道，於倫敦橫跨泰唔士河。
於羅馬帝國時期，惠特靈大道是凱爾特布立吞人使用鋪設與使用的主要羅馬道路之一。惠特靈大道連接東南部的多佛和倫敦，途經聖奧爾本斯和羅克斯特。惠特靈大道亦是惠特靈大道戰役發生的地點。這條道路後來成為丹麥區與威塞克斯和麥西亞王國的西南邊界，惠特靈大道被稱為中世紀英格蘭最重要的一條道路。